# Птиас жовточеревний
Птиас жовточеревний (Птиас жовточеревний) — неотруйна змія з роду Полоз-птиас родини Вужеві. Інша назва «китайська щуряча змія».

## Опис
Загальна довжина сягає 2,2 м. Голова коротка. Очі великі, зіниці круглі. Тулуб міцний, кремезний з кілеватою лускою. Забарвлення одноколірне, сірувато-коричневе зверху і блідіше знизу.

## Спосіб життя
Полюбляє ліси, поля, місцини поблизу селищ. Активний удень. Харчується дрібними ссавцями. Вбиває свою здобич, стискаючи її в потужних обіймах.
Це яйцекладна змія.
Цю змію часто вбивають в великих кількостях та торгують її шкірою.

## Розповсюдження
Мешкає у Південно-Східній Азії.